# رجال حول الرسول
كتاب رجال حول الرسول لخالد محمد خالد هو كتاب يتناول صور سريعة لحياة نفر من أصحاب النبي محمد من منظور إسلامي يتناول التغييرات والتحولات التي طرأت على هذه الشخصيات بدخولها الإسلام والسمة المميزة لكل منهم.

## وصف الكتاب
الكتاب في خمسة أجزاء، تنقسم إلى مقدمة وواحدا وستين فصلا وخاتمة. في المقدمة يتناول المؤلف الكتاب وهدفه منه ويشير إلى دوافعه لكتابة الكتاب.
- ويتحدث في الفصل الأول عن شخصية الرسول التي كانت القدوة التي اتبعها الصحابة ويعرض جوانب من شخصيته.
- وبعد ذلك يتوالى ستون فصلا يختص كل منها بالحديث عن الصحابة وقد اتبع المؤلف في جميع فصوله نهجا واحدا في العرض فهو يضع للفصل عنوانا يحمل اسم الصحابي والسمة الفذة التي يمثلها ثم يعرف بأسلوب مشوق، بشخصيته وعائلته، وقد يعرض شيئا من حياته في الجاهلية لتكون ميدانا للمقارنة مع بعض مواقفه في الإسلام ويقف -غالبا- عند اللحظة التي دخل فيها للإسلام ثم يسرد المواقف والأحداث التي تجسد البطولة فيه وتظهر السمة التي يتميز بها ويحلل هذه المواقف ويعرض المشاعر والتصورات التي تثيرها والمعاني التي تحملها ليتشبع بها القارئ ويختم الفصل بعرض لحظات وداع الصحابي للحياة.
- ويختم المؤلف كتابه بفصل يمثل شعور المسلم المعجب بالنموذج المثالي للمؤمن الرباني ويشير إلى مواطن التآلف في هذه النماذج ويربط بين مواقفها وجذوة الإيمان التي أوقدت فيها العظمة عسى أن تكون مثالا للمسلمين في كل زمان ومكان.[4]

## أسماء الصحابة الذين تناولهم الكتاب
1. مصعب بن عمير
2. سلمان الفارسي
3. أبو ذر الغفاري
4. بلال بن رباح
5. عبد الله بن عمر
6. سعد بن ابي وقاص
7. صهيب بن سنان
8. معاذ بن جبل
9. المقداد بن عمرو
10. سعيد بن عامر الجمحي
11. حمزة بن عبد المطلب
12. عبد الله بن مسعود
13. حذيفة بن اليمان
14. عمار بن ياسر
15. عبادة بن الصامت
16. خباب بن الأرت
17. أبو عبيدة بن الجراح
18. عثمان بن مظعون
19. زيد بن حارثة
20. جعفر بن أبي طالب
21. عبد الله بن رواحة
22. خالد بن الوليد
23. قيس بن سعد بن عبادة
24. عمير بن وهب
25. أبو الدرداء
26. زيد بن الخطاب
27. طلحة بن عبيد الله
28. الزبير بن العوام
29. خبيب بن عدي
30. عمير بن سعد
31. زيد بن ثابت
32. خالد بن سعيد
33. أبو أيوب الأنصاري
34. العباس بن عبد المطلب
35. أبو هريرة
36. البراء بن مالك
37. عتبة بن غزوان
38. ثابت بن قيس
39. أسيد بن حضير
40. عبد الرحمن بن عوف
41. عبد الله بن عمرو بن حرام
42. عمرو بن الجموح
43. حبيب بن زيد الكندي
44. أبي بن كعب
45. سعد بن معاذ
46. سعد بن عبادة
47. أسامة بن زيد
48. عبد الرحمن بن أبي بكر
49. عبد الله بن عمرو بن العاص
50. أبو سفيان بن الحارث
51. عمران بن حصين
52. سلمة بن الأكوع
53. عبد الله بن الزبير
54. عبد الله بن العباس
55. عباد بن بشر
56. سهيل بن عمرو
57. أبو موسى الأشعري
58. الطفيل بن عمرو الدوسي
59. عمرو بن العاص
60. سالم مولى أبي حذيفة.

## وصلات خارجية
- تحميل الكتاب - موقع الشبكة الدعوية.
- آراء القراء حول كتاب رجال حول الرسول على  موقع أبجد

1. ↑  "«زي النهارده».. وفاة الكاتب الإسلامى خالد محمد خالد 29 فبراير 1996". مؤرشف من الأصل في 2024-12-13.
2. ↑  "خالد محمد خالد.. جمال الأسلوب". مؤرشف من الأصل في 2020-02-29.
3. ↑  ""رجال حول الرسول" يحظى باهتمام الأسرة العربية". MEO. 6 فبراير 2018. مؤرشف من الأصل في 2025-01-23. اطلع عليه بتاريخ 2024-08-22.
4. ↑  "تلخيص كتاب رجال حول الرسول". مؤرشف من الأصل في 2024-05-27.